# Escut de Benín
L'escut de Benín fou adoptat originàriament el 9 de desembre de 1964, quan l'estat acabat d'independitzar de França es deia Dahomey, i el va tornar a adoptar l'1 d'agost de 1990, després d'haver estat substituït el 1975 durant el règim socialista.
És un escut d'argent quarterat en creu disminuïda de gules: al primer quarter, un fort somba embanderolat d'or; al segon, la creu de l'Orde de l'Estel Negre al natural, símbol de vida i màxima condecoració de Benín; al tercer, un cocoter de sinople fruitat al natural, en record dels herois; al quart, un vaixell de tres pals de sable envelat d'argent damunt un mar en forma de peu d'atzur, al·lusiu a la penetració europea.
Té com a suports dos lleopards rampants al natural i va timbrat amb dues cornucòpies de sable de les quals vessen panotxes de blat de moro. Sota l'escut, una cinta amb el lema nacional en francès: FRATERNITÉ – JUSTICE – TRAVAIL ('Fraternitat – Justícia – Treball').

## Escut de la República Popular de Benín

Escut de la República Popular de Benín (1975-1990)

Entre 1975 i 1990, la República Popular de Benín —com fou anomenat l'estat durant el règim socialista— va adoptar un escut de caràcter comunista. Es tractava d'un emblema rodó de sinople, carregat d'una estrella roja al cap i d'una roda dentada al natural movent de la punta; tot al voltant, una bordura d'argent carregada amb sis panotxes de blat de moro d'or i lligada amb una cinta de gules carregada amb les inicials RPB de sinople. A la base, un feix de canyes al natural.